# Buster Keaton (альбом)
Buster Keaton — дебютный студийный альбом Азамата «Miyagi» Кудзаева, выпущенный 21 июня 2019 года.

## Описание
Альбом назван в честь американского комика немого кино Бастера Китона. Первая информация о новом сольном альбоме появилась в официальном сообществе Hajime Records вместе с выходом сингла «Angel». 23 апреля вышел очередной сингл из нового альбома «Bismarck». Через полтора месяца стало известно название альбома и треклист.
Релиз альбома состоялся 21 июня в iTunes Store и Apple Music, чуть позже в ВКонтакте. В работе над альбомом поучаствовали резиденты лейбла Hajime Records: Andy Panda, TumaniYO, KADI, HLOY.
Сам по себе альбом является минорным сплавом хип-хопа и регги, наполнен личными текстами исполнителя и передает переживания артиста в жизни. Минорность альбома объясняется трагедией исполнителя Miyagi, когда его полуторагодовалый сын выпал из окна девятого этажа.
В российском iTunes «Buster Keaton» занимал 1 и 2 места в первые дни после его выхода, а в Apple Music трек из альбома Marlboro занимал 8 место в российском чарте.
Презентация альбома состоялась 28 июня в Санкт-Петербурге в клубе A2.

## Список композиций
Основной источник:
| №   | Название                          | Длительность |
| --- | --------------------------------- | ------------ |
| 1.  | «Intro»                           | 1:30         |
| 2.  | «Captain»                         | 3:34         |
| 3.  | «Мы не одни»                      | 2:22         |
| 4.  | «Angel»                           | 3:35         |
| 5.  | «Kingdom»                         | 3:31         |
| 6.  | «Корабли»                         | 2:51         |
| 7.  | «Sorry»                           | 3:14         |
| 8.  | «Try» (feat. HLOY)                | 4:28         |
| 9.  | «Bismarck» (feat. TumaniYO, KADI) | 3:38         |
| 10. | «Ночи в одного»                   | 2:07         |
| 11. | «Самурай»                         | 2:44         |
| 12. | «Говори мне» (feat. Andy Panda)   | 3:30         |
| 13. | «Marlboro»                        | 4:03         |